# Stefan Kulinić av Bosnien
Stefan Kulinić av Bosnien, död 1232, var Bosniens regent från 1204 till 1232.